# Бычиха-12
Бычиха-12 — поселок в Костромском районе Костромской области. Входит в состав Кузнецовского сельского поселения.

## География
Находится в юго-западной части Костромской области на расстоянии приблизительно 26 км на север-северо-восток по прямой от железнодорожной станции Кострома-Новая.

## История
Начиная с 1950 годов здесь располагалась воинская часть. В 1978 году она была расформирована, а на ее базе открыт лечебно-трудовой профилакторий № 2 УВД Костромского облисполкома на 800 человек. Позднее реорганизован в исправительную колонию строгого режима для впервые осужденных мужчин (ИК-7).

## Население
Постоянное население составляло 256 человек в 2002 году (русские 85 %), 170 в 2022.